# Patrick Bordeleau
Patrick Bordeleau, född 23 mars 1986, är en kanadensisk professionell ishockeyspelare som tillhör Colorado Avalanche organisation i NHL och som för närvarande spelar för farmarlaget San Antonio Rampage i American Hockey League (AHL).
Han draftades i fjärde rundan i 2004 års draft av Minnesota Wild som 114:e spelare totalt.

## Statistik

### Klubbkarriär
| Säsong     | Lag                      | Liga       | Matcher | Mål | Assist | Poäng | Utv | Matcher | Mål | Assist | Poäng | Utv |
| 2003-04    | Val-d'Or Foreurs         | QMJHL      | 68      | 7   | 11     | 18    | 97  | 7       | 1   | 1      | 2     | 8   |
| 2004-05    | Val-d'Or Foreurs         | QMJHL      | 63      | 14  | 24     | 38    | 51  | —       | —   | —      | —     | —   |
| 2005-06    | Val-d'Or Foreurs         | QMJHL      | 67      | 23  | 33     | 56    | 87  | 5       | 1   | 0      | 1     | 7   |
| 2006-07    | Weyburn Red Wings        | SJHL       | 8       | 4   | 3      | 7     | 34  | —       | —   | —      | —     | —   |
| 2006-07    | Valleyfield Braves       | QJAHL      | 8       | 2   | 6      | 8     | 26  | —       | —   | —      | —     | —   |
| 2006-07    | Drummondville Voltigeurs | QMJHL      | 3       | 0   | 2      | 2     | 6   | —       | —   | —      | —     | —   |
| 2006-07    | Acadie-Bathurst Titan    | QMJHL      | 17      | 7   | 12     | 19    | 26  | —       | —   | —      | —     | —   |
| 2007-08    | St. Thomas University    | CIS        | 1       | 0   | 0      | 0     | 0   | —       | —   | —      | —     | —   |
| 2007-08    | Charlotte Checkers       | ECHL       | 10      | 1   | 2      | 3     | 11  | —       | —   | —      | —     | —   |
| 2007-08    | Wheeling Nailers         | ECHL       | 3       | 0   | 1      | 1     | 0   | —       | —   | —      | —     | —   |
| 2007-08    | Pensacola Ice Pilots     | ECHL       | 38      | 7   | 11     | 18    | 60  | —       | —   | —      | —     | —   |
| 2008-09    | Augusta Lynx             | ECHL       | 18      | 4   | 6      | 10    | 57  | —       | —   | —      | —     | —   |
| 2008-09    | Albany River Rats        | AHL        | 6       | 0   | 2      | 2     | 21  | —       | —   | —      | —     | —   |
| 2008-09    | Florida Everblades       | ECHL       | 29      | 4   | 9      | 13    | 81  | —       | —   | —      | —     | —   |
| 2008-09    | Springfield Falcons      | AHL        | 4       | 0   | 0      | 0     | 4   | —       | —   | —      | —     | —   |
| 2008-09    | Lake Erie Monsters       | AHL        | 3       | 0   | 1      | 1     | 17  | —       | —   | —      | —     | —   |
| 2008-09    | Milwaukee Admirals       | AHL        | 2       | 0   | 0      | 0     | 0   | —       | —   | —      | —     | —   |
| 2009-10    | Lake Erie Monsters       | AHL        | 60      | 1   | 2      | 3     | 106 | —       | —   | —      | —     | —   |
| 2010-11    | Lake Erie Monsters       | AHL        | 72      | 2   | 10     | 12    | 125 | 7       | 0   | 0      | 0     | 6   |
| 2011-12    | Lake Erie Monsters       | AHL        | 52      | 4   | 4      | 8     | 96  | —       | —   | —      | —     | —   |
| 2012-13    | Lake Erie Monsters       | AHL        | 29      | 2   | 5      | 7     | 91  | —       | —   | —      | —     | —   |
| 2012-13    | Colorado Avalanche       | NHL        | 46      | 2   | 3      | 5     | 70  | —       | —   | —      | —     | —   |
| 2013-14    | Colorado Avalanche       | NHL        | 82      | 6   | 5      | 11    | 115 | 7       | 0   | 0      | 0     | 10  |
| 2014-15    | Colorado Avalanche       | NHL        | 1       | 0   | 0      | 0     | 0   | —       | —   | —      | —     | —   |
| NHL totalt | NHL totalt               | NHL totalt | 129     | 8   | 8      | 16    | 185 | 7       | 0   | 0      | 0     | 10  |